# كأس أوروبا 1977–78
كأس أوروبا 1977-78 هو الموسم الثالث عشر من بطولة دوري أبطال أوروبا والتي كانت تُسمى في ذلك الوقت بكأس أوروبا، فاز فريق ليفربول بهذه البطولة بعد أن تغلب على فريق كلوب بروج البلجيكي بنتيجة 1-0. أقيمت المبارة النهائية بين الفريقين في ملعب ويمبلي في مدينة لندن بتاريخ 10 مايو من عام 1978.

## الرسم البياني
قالب:ZTeamBracket-2legs-except final

## دور الـ 32
| الفريق الأول        | إجم.        | الفريق الثاني        | مباراة الذهاب | مباراة الإياب |
| ------------------- | ----------- | -------------------- | ------------- | ------------- |
| نادي سلتيك          | 11–1        | جينيس إيسش           | 5–0           | 6–1           |
| نادي بازل           | 2–3         | واكر انسبروك         | 1–3           | 1–0           |
| النجم الأحمر بلغراد | 6–0         | نادي سليغو روفرز     | 3–0           | 3–0           |
| نادي فاساس          | 1–4         | بوروسيا مونشنغلادباخ | 0–3           | 1–1           |
| نادي بنفيكا         | 0–0 (ر.ت)   | توربيدو موسكو        | 0–0           | 0–0           |
| نادي طرابزون سبور   | 1–2         | نادي بولدكلوبين 1903 | 1–0           | 0–2           |
| نادي ليفربول        | مُعفى        |                      | –             | –             |
| دينامو دريسدن       | 3–2         | نادي هالمستاد        | 2–0           | 1–2           |
| ليفسكي صوفيا        | 5–2         | شلوسك فروتسلاو       | 3–0           | 2–2           |
| نادي ليلستروم       | 2–4         | أياكس أمستردام       | 2–0           | 0–4           |
| نادي فالور          | 1–2         | غلينتوران            | 1–0           | 0–2           |
| نادي أومونيا        | 0–5         | يوفنتوس              | 0–3           | 0–2           |
| كووبيون بالوسيورا   | 2–9         | نادي كلوب بروج       | 0–4           | 2–5           |
| نادي فلوريانا       | 1–5         | باناثينايكوس         | 1–1           | 0–4           |
| دوكلا براغ          | 1–1 (ق.خ.د) | نادي نانت            | 1–1           | 0–0           |
| دينامو بوخارست      | 2–3         | أتلتيكو مدريد        | 2–1           | 0–2           |

### مباريات الذهاب
| نادي سلتيك                                                                   | 5–0   | جينيس إيسش |
| ---------------------------------------------------------------------------- | ----- | ---------- |
| رودي ماكدونالد 15' · جوي كريج 33'، 58' · بأول ويلسون 36' · برين مكلافلين 83' | تقرير |            |

| نادي بازل             | 1–3   | واكر انسبروك                                       |
| --------------------- | ----- | -------------------------------------------------- |
| آرثر فون وارتبورغ 22' | تقرير | كورت ويلزل 41'، 45' (ض.ج) · ديتمار كونستانتيني 51' |

| النجم الأحمر بلغراد                         | 3–0   | نادي سليغو روفرز |
| ------------------------------------------- | ----- | ---------------- |
| دراغان دجاييتش 54'، 80' · زوران جيلكيتش 67' | تقرير |                  |

| نادي فاساس | 0–3   | بوروسيا مونشنغلادباخ                                     |
| ---------- | ----- | -------------------------------------------------------- |
|            | تقرير | وينفريد شايفر 17' · ألان سيمونسن 34' · هورست فوهليرس 45' |

| نادي بنفيكا | 0–0   | توربيدو موسكو |
| ----------- | ----- | ------------- |
|             | تقرير |               |

| نادي طرابزون سبور | 1–0   | نادي بولدكلوبين 1903 |
| ----------------- | ----- | -------------------- |
| نيسديت إيرغون 75' | تقرير |                      |

| دينامو دريسدن                     | 2–0   | نادي هالمستاد |
| --------------------------------- | ----- | ------------- |
| غيرد هيدلر 70' · هارتموت شادي 84' | تقرير |               |

| ليفسكي صوفيا                             | 3–0   | شلوسك فروتسلاو |
| ---------------------------------------- | ----- | -------------- |
| بافيل بانوف 20' · كيريل ميلانوف 40'، 43' | تقرير |                |

| نادي ليلستروم                            | 2–0   | أياكس أمستردام |
| ---------------------------------------- | ----- | -------------- |
| غونار لونستاد 1' · تور إيغل جوهانسين 13' | تقرير |                |

| نادي فالور       | 1–0   | غلينتوران |
| ---------------- | ----- | --------- |
| ماغنوس بيرغس 38' | تقرير |           |

| نادي أومونيا | 0–3   | يوفنتوس                                                        |
| ------------ | ----- | -------------------------------------------------------------- |
|              | تقرير | روبيرتو بيتيغا 34' · بييترو فانا 42' · بييترو باولو فيرديس 59' |

| كووبيون بالوسيورا | 0–4   | نادي كلوب بروج                                                           |
| ----------------- | ----- | ------------------------------------------------------------------------ |
|                   | تقرير | ريني فان در يكن 49' · جولين كولس 51' · راوول لامبرت 64' · روجر دافيس 78' |

| نادي فلوريانا    | 1–1   | باناثينايكوس          |
| ---------------- | ----- | --------------------- |
| جورج أكسوريب 16' | تقرير | أخيلياس أسلانيديس 26' |

| دوكلا براغ         | 1–1   | نادي نانت      |
| ------------------ | ----- | -------------- |
| لاديسلاف فيزيك 54' | تقرير | لويس أميسي 35' |

| دينامو بوخارست                             | 2–1   | أتلتيكو مدريد   |
| ------------------------------------------ | ----- | --------------- |
| كريستيان فرينسينو 14' · دودو جيورجيسكو 73' | تقرير | لويس بيريرا 58' |

### مباريات الإياب
| جينيس إيسش          | 1–6   | نادي سلتيك                                                                             |
| ------------------- | ----- | -------------------------------------------------------------------------------------- |
| روبيرت جيولياني 30' | تقرير | بوبي ليونوكس 30'، 66' · روني غلافين 52' · داني مكغرين 56' · جوهانيس أوفلادسون 66'، 76' |

سيلتيك فاز 11–1 في المجموع.
| واكر انسبروك | 0–1   | نادي بازل        |
| ------------ | ----- | ---------------- |
|              | تقرير | إيرني مايسين 62' |

واكر انسبروك فاز 3–2 في المجموع.
| نادي سليغو روفرز | 0–3   | النجم الأحمر بلغراد                              |
| ---------------- | ----- | ------------------------------------------------ |
|                  | تقرير | زوران فيليبوفيتش 5'، 60' · نيكولا جوفانوفيتش 43' |

النجم الأحمر بلغراد فاز 6–0 في المجموع.
| بوروسيا مونشنغلادباخ | 1–1   | نادي فاساس     |
| -------------------- | ----- | -------------- |
| ألان سيمونسن 64'     | تقرير | إغناس إسزو 77' |

بوروسيا مونشنغلادباخ فاز 4–1 في المجموع.
| توربيدو موسكو | 0 – 0 (و.إ) | نادي بنفيكا |
| ------------- | ----------- | ----------- |
|               | تقرير       |             |

تعادل الفريقان 0-0 في المجموع. فاز بنفيكا عن طريق الركلات الترجيحية.
| نادي بولدكلوبين 1903  | 2–0   | نادي طرابزون سبور |
| --------------------- | ----- | ----------------- |
| لارس فرانكير 40'، 82' | تقرير |                   |

بولدكلوبين 1903 فاز 2–1 في المجموع.
| نادي هالمستاد                                | 2–1   | دينامو دريسدن  |
| -------------------------------------------- | ----- | -------------- |
| سيغفارد جوهانسون 17' · لارس-إيريك لارسون 88' | تقرير | غيرد هيدلر 64' |

دينامو دريسدن فاز 3–2 في المجموع.
| شلوسك فروتسلاو                             | 2–2   | ليفسكي صوفيا         |
| ------------------------------------------ | ----- | -------------------- |
| تاديوس باولوفسكي 22' · ميسيسلاف كوبيكي 75' | تقرير | بافيل بانوف 29'، 58' |

ليفسكي صوفيا فاز 5–2 في المجموع.
| أياكس أمستردام                                                  | 4–0   | نادي ليلستروم |
| --------------------------------------------------------------- | ----- | ------------- |
| يان بيركيلوند 10' (ه.ذ) · رود غيلز 31' · تسشين لا لينغ 51'، 72' | تقرير |               |

أياكس فاز 4–2 في المجموع.
| غلينتوران                          | 2–0   | نادي فالور |
| ---------------------------------- | ----- | ---------- |
| أليكس روبسون 18' · جوني جيمسون 73' | تقرير |            |

غلينتوران فاز 2–1 في المجموع.
| يوفنتوس                                          | 2–0   | نادي أومونيا |
| ------------------------------------------------ | ----- | ------------ |
| روبيرتو بونينسيغنا 11' · بييترو باولو فيرديس 75' | تقرير |              |

يوفنتوس فاز 5–0 في المجموع.
| نادي كلوب بروج                                                             | 5–2   | كووبيون بالوسيورا                    |
| -------------------------------------------------------------------------- | ----- | ------------------------------------ |
| روجر دافيس 17'، 35' · ريني فان در يكن 33' · يان سيموين 47' · جينو مايس 85' | تقرير | كاري مونكونين 20' · أوسي لوكانين 63' |

كلوب بروج فاز 9–2 في المجموع.
| باناثينايكوس                                                             | 4–0   | نادي فلوريانا |
| ------------------------------------------------------------------------ | ----- | ------------- |
| أوسكار ألفاريز 24' · أنتونيس أنتونيدس 35'، 40' (ض.ج) · جورجوس جونيوس 85' | تقرير |               |

باناثيناكوس فاز 5–1 في المجموع.
| نادي نانت | 0–0   | دوكلا براغ |
| --------- | ----- | ---------- |
|           | تقرير |            |

تعادل الفريقان 1-1 في المجموع. فاز نانتس بفضل قانون أهداف خارج الديار.
| أتلتيكو مدريد                        | 2–0   | دينامو بوخارست |
| ------------------------------------ | ----- | -------------- |
| دومينغو بينيغاس 67' · روبين كانو 81' | تقرير |                |

أتلتيكو مدريد فاز 3–2 في المجموع.

## دور الـ 16
| الفريق الأول        | إجم. | الفريق الثاني        | مباراة الذهاب | مباراة الإياب |
| ------------------- | ---- | -------------------- | ------------- | ------------- |
| نادي سلتيك          | 2–4  | واكر انسبروك         | 2–1           | 0–3           |
| النجم الأحمر بلغراد | 1–8  | بوروسيا مونشنغلادباخ | 0–3           | 1–5           |
| نادي بنفيكا         | 2–0  | نادي بولدكلوبين 1903 | 1–0           | 1–0           |
| نادي ليفربول        | 6–3  | دينامو دريسدن        | 5–1           | 1–2           |
| ليفسكي صوفيا        | 2–4  | أياكس أمستردام       | 1–2           | 1–2           |
| غلينتوران           | 0–6  | يوفنتوس              | 0–1           | 0–5           |
| نادي كلوب بروج      | 2–1  | باناثينايكوس         | 2–0           | 0–1           |
| نادي نانت           | 2–3  | أتلتيكو مدريد        | 1–1           | 1–2           |

### مباريات الذهاب
| نادي سلتيك                    | 2–1   | واكر انسبروك    |
| ----------------------------- | ----- | --------------- |
| جوي كريج 49' · تومي بورنس 78' | تقرير | ويرنير كريس 54' |

| النجم الأحمر بلغراد | 0–3   | بوروسيا مونشنغلادباخ                                  |
| ------------------- | ----- | ----------------------------------------------------- |
|                     | تقرير | وينفريد شايفر 16' · يوب هاينكس 45' · ألان سيمونسن 76' |

| نادي بنفيكا                | 1–0   | نادي بولدكلوبين 1903 |
| -------------------------- | ----- | -------------------- |
| مينيرفينو بييترا 49' (ض.ج) | تقرير |                      |

| نادي ليفربول                                                           | 5–1   | دينامو دريسدن      |
| ---------------------------------------------------------------------- | ----- | ------------------ |
| آلن هانسن 14' · جيمي كيس 21'، 57' · فيل نيل 44' (ض.ج) · راي كينيدي 66' | تقرير | رينهارد هافنير 76' |

| ليفسكي صوفيا            | 1–2   | أياكس أمستردام                  |
| ----------------------- | ----- | ------------------------------- |
| فوين فوينوف 80' (ركلة.) | تقرير | رود غيلز 30' · هانز إيركينس 79' |

| غلينتوران | 0–1   | يوفنتوس           |
| --------- | ----- | ----------------- |
|           | تقرير | فرانكو كاوزيو 38' |

| نادي كلوب بروج                        | 2–0   | باناثينايكوس |
| ------------------------------------- | ----- | ------------ |
| روجر دافيس 24' (ض.ج) · جولين كولس 72' | تقرير |              |

| نادي نانت       | 1–1   | أتلتيكو مدريد    |
| --------------- | ----- | ---------------- |
| غاي لاكومبي 48' | تقرير | مارسيال بينا 42' |

### مباريات الإياب
| واكر انسبروك                                           | 3–0   | نادي سلتيك |
| ------------------------------------------------------ | ----- | ---------- |
| كورت ويلزل 4' · جوزيف ستيرينغ 21' · فرانز أوبيراشر 27' | تقرير |            |

واكر وانسبروك فاز 4–2 في المجموع.
| بوروسيا مونشنغلادباخ                                                                        | 5–1   | النجم الأحمر بلغراد |
| ------------------------------------------------------------------------------------------- | ----- | ------------------- |
| ألان سيمونسن 17'، 32' · يوب هاينكس 60' · دوسين نيكوليتش 62' (ه.ذ) · هانز-يورغين ويتكامب 87' | تقرير | سيد سوسيتش 44'      |

بوروسيا مونشغنلادباخ فاز 8–1 في المجموع.
| نادي بولدكلوبين 1903 | 0–1   | نادي بنفيكا          |
| -------------------- | ----- | -------------------- |
|                      | تقرير | مينيرفينو بييترا 50' |

بنفيكا فاز 2–0 في المجموع.
| دينامو دريسدن                 | 2–1   | نادي ليفربول     |
| ----------------------------- | ----- | ---------------- |
| بيتر كوتي 47' · رينر ساشي 52' | تقرير | ستيفي هايواي 67' |

ليفربول فاز 6–3 في المجموع.
| أياكس أمستردام                | 2–1   | ليفسكي صوفيا      |
| ----------------------------- | ----- | ----------------- |
| سورين لربي 41' · رود غيلز 53' | تقرير | كيريل ميلانوف 41' |

أياكس فاز 4–2 في المجموع.
| يوفنتوس                                                                                    | 5–0   | غلينتوران |
| ------------------------------------------------------------------------------------------ | ----- | --------- |
| بييترو باولو فيرديس 10'، 20' · روبيرتو بونينسيغنا 53' · بييترو فانا 70' · روميو بينيتي 77' | تقرير |           |

يوفنتوس فاز 6–0 في المجموع.
| باناثينايكوس      | 1–0   | نادي كلوب بروج |
| ----------------- | ----- | -------------- |
| جورجوس غونيوس 82' | تقرير |                |

كلوب بروج فاز 2–1 في المجموع.
| أتلتيكو مدريد                    | 2–1   | نادي نانت       |
| -------------------------------- | ----- | --------------- |
| روبين كانو 76' · لويس بيريرا 80' | تقرير | غاي لاكومبي 31' |

أتلتيكو مدريد فاز 3–2 في المجموع.

## ربع النهائي
| الفريق الأول   | إجم.         | الفريق الثاني        | مباراة الذهاب | مباراة الإياب |
| -------------- | ------------ | -------------------- | ------------- | ------------- |
| واكر انسبروك   | 3–3 (ق.خ.د)  | بوروسيا مونشنغلادباخ | 3–1           | 0–2           |
| نادي بنفيكا    | 2–6          | نادي ليفربول         | 1–2           | 1–4           |
| أياكس أمستردام | 2–2 (0–3ر.ت) | يوفنتوس              | 1–1           | 1–1           |
| نادي كلوب بروج | 4–3          | أتلتيكو مدريد        | 2–0           | 2–3           |

### مباريات الذهاب
| واكر انسبروك                                          | 3–1   | بوروسيا مونشنغلادباخ |
| ----------------------------------------------------- | ----- | -------------------- |
| بيتر كونسيليا 8' · ويرنير كريس 23' · ويرنير شوارز 27' | تقرير | يوب هاينكس 63'       |

| نادي بنفيكا        | 1–2   | نادي ليفربول                   |
| ------------------ | ----- | ------------------------------ |
| تاماجنيني نيني 13' | تقرير | جيمي كيس 36' · إيملين هيوز 71' |

| أياكس أمستردام   | 1–1   | يوفنتوس           |
| ---------------- | ----- | ----------------- |
| بيم فان دورد 86' | تقرير | فرانكو كاوزيو 89' |

| نادي كلوب بروج                        | 2–0   | أتلتيكو مدريد |
| ------------------------------------- | ----- | ------------- |
| بأول كورانت 44' · دانييل دي كوبير 57' | تقرير |               |

### مباريات الإياب
| بوروسيا مونشنغلادباخ                    | 2–0   | واكر انسبروك |
| --------------------------------------- | ----- | ------------ |
| راينر بونهوف 19' (ض.ج) · يوب هاينكس 32' | تقرير |              |

تعادل الفريقان 3-3 في المجموع. فاز بوروسيا مونشنغلادباخ بفضل قانون أهداف خارج الديار.
| نادي ليفربول                                                         | 4–1   | نادي بنفيكا        |
| -------------------------------------------------------------------- | ----- | ------------------ |
| إيان كالاهان 6' · كيني دالغليش 17' · تيري مكديرموت 78' · فيل نيل 88' | تقرير | تاماجنيني نيني 25' |

ليفربول فاز 6–2 في المجموع.
| يوفنتوس           | ضد | أياكس أمستردام    |
| ----------------- | -- | ----------------- |
| ماركو تارديلي 21' |    | تسشين لا لينغ 80' |

تعادل الفريقان 2-2 في المجموع. فاز يوفنتوس بالضربات الترجيحية
| أتلتيكو مدريد                               | 3–2   | نادي كلوب بروج                    |
| ------------------------------------------- | ----- | --------------------------------- |
| دومينغو بينيغاس 20' · مارسيال بينا 30'، 62' | تقرير | جولين كولس 60' · راوول لامبرت 69' |

كلوب بروج فاز 4–3 في المجموع.

## نصف النهائي
| الفريق الأول         | إجم. | الفريق الثاني  | مباراة الذهاب | مباراة الإياب |
| -------------------- | ---- | -------------- | ------------- | ------------- |
| بوروسيا مونشنغلادباخ | 2–4  | نادي ليفربول   | 2–1           | 0–3           |
| يوفنتوس              | 1–2  | نادي كلوب بروج | 1–0           | 0–2           |

### مباريات الذهاب
| بوروسيا مونشنغلادباخ                  | 2–1   | نادي ليفربول     |
| ------------------------------------- | ----- | ---------------- |
| ويلفرايد هانيس 28' · راينر بونهوف 89' | تقرير | ديفيد جونسون 88' |

| يوفنتوس            | 1–0   | نادي كلوب بروج |
| ------------------ | ----- | -------------- |
| روبيرتو بيتيغا 86' | تقرير |                |

### مباريات الإياب
| نادي ليفربول                                    | 3–0   | بوروسيا مونشنغلادباخ |
| ----------------------------------------------- | ----- | -------------------- |
| راي كينيدي 6' · كيني دالغليش 35' · جيمي كيس 56' | تقرير |                      |

ليفربول فاز 4–2 في المجموع.
| نادي كلوب بروج                          | 2 – 0 (و.إ) | يوفنتوس |
| --------------------------------------- | ----------- | ------- |
| فونس باستيانس 3' · ريني فان در يكن 116' | تقرير       |         |

كلوب بروج فاز 2–1 في المجموع.

## النهائي

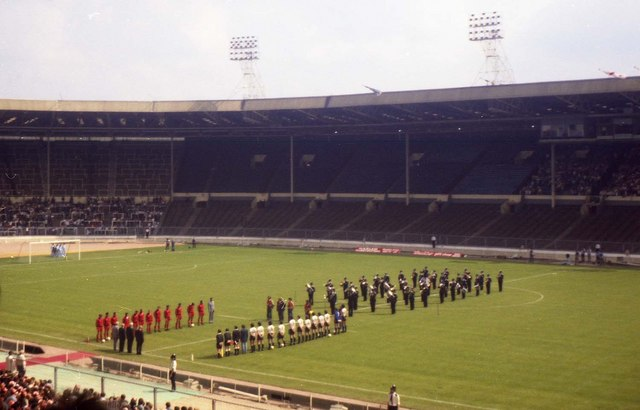
ملعب ويمبلي الذي إستضاف المباراة النهائية بين ليفربول وكلوب بروج

| نادي ليفربول     | 1–0          | نادي كلوب بروج |
| ---------------- | ------------ | -------------- |
| كيني دالغليش 64' | تقرير تفاصيل |                |

## قائمة الهدافين
| المركز | الإسم               | الفريق               | الأهداف |
| ------ | ------------------- | -------------------- | ------- |
| 1      | ألان سيمونسن        | بوروسيا مونشنغلادباخ | 5       |
| 2      | جيمي كيس            | نادي ليفربول         | 4       |
| 2      | روجر دافيس          | نادي كلوب بروج       | 4       |
| 2      | يوب هاينكس          | بوروسيا مونشنغلادباخ | 4       |
| 2      | بييترو باولو فيرديس | يوفنتوس              | 4       |
| 6      | جولين كولس          | نادي كلوب بروج       | 3       |
| 6      | جوي كريج            | نادي سلتيك           | 3       |
| 6      | كيني دالغليش        | نادي ليفربول         | 3       |
| 6      | رود غيلز            | أياكس أمستردام       | 3       |
| 6      | تسشين لا لينغ       | أياكس أمستردام       | 3       |
| 6      | كيريل ميلانوف       | ليفسكي صوفيا         | 3       |
| 6      | بافيل بانوف         | ليفسكي صوفيا         | 3       |
| 6      | ريني فان در يكن     | نادي كلوب بروج       | 3       |
| 6      | كورت ويلزل          | واكر انسبروك         | 3       |